# De La Rue (kráter)

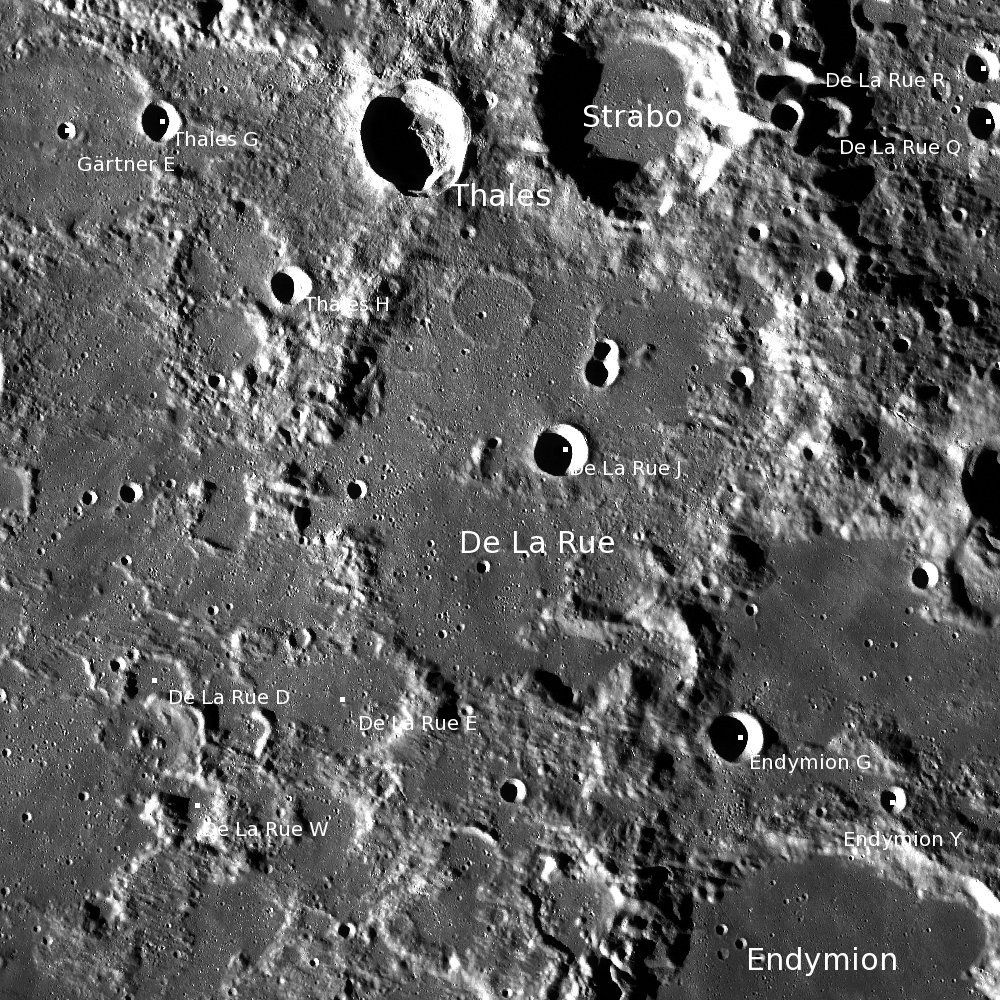
Kráter De La Rue a okolí

De La Rue je starý kráter typu valové roviny nacházející se severovýchodně od východní části Mare Frigoris (Moře chladu) na přivrácené straně Měsíce. Vzhledem k jeho poloze v blízkosti severovýchodního okraje přivrácené strany je pozorovatelný ze Země s určitým zkreslením. Má průměr 136 km a vykazuje stopy rozpadu. Uprostřed jeho dna neleží centrální vrcholek, nýbrž je zde satelitní kráter De La Rue J.
Severně leží dvojice kráterů Strabo a Thales, jižně pak rozlehlá valová rovina Endymion s tmavým lávou zatopeným dnem.

## Název
Mezinárodní astronomická unie v roce 1935 schválila jeho pojmenování na počest Warrena de la Rue, anglického astronoma, průkopníka astrofotografie.

## Satelitní krátery
V okolí kráteru se nachází několik dalších kráterů. Ty byly označeny podle zavedených zvyklostí jménem hlavního kráteru a velkým písmenem abecedy.
| De La Rue | Sel. šířka | Sel. délka | Průměr |
| --------- | ---------- | ---------- | ------ |
| D         | 56.8° S    | 46.2° V    | 17 km  |
| E         | 56.8° S    | 49.7° V    | 32 km  |
| J         | 59.0° S    | 52.8° V    | 14 km  |
| P         | 60.5° S    | 61.4° V    | 10 km  |
| Q         | 61.5° S    | 60.5° V    | 10 km  |
| R         | 62.1° S    | 61.1° V    | 9 km   |
| S         | 62.9° S    | 61.6° V    | 12 km  |
| W         | 55.7° S    | 46.9° V    | 18 km  |